# Faramea exemplaris
Faramea exemplaris är en måreväxtart som beskrevs av Paul Carpenter Standley. Faramea exemplaris ingår i släktet Faramea och familjen måreväxter. IUCN kategoriserar arten globalt som sårbar. Inga underarter finns listade i Catalogue of Life.